# Instituto Fernand Braudel de Economia Mundial
O Instituto Fernand Braudel de Economia Mundial é um think tank brasileiro sediado em São Paulo. Em funcionamento desde 1987, foi fundado por um grupo de  jornalistas, empresários, autoridades governamentais e pesquisadores com a missão de contribuir com pesquisas, debates públicos e ação social sobre os problemas institucionais do Brasil e da América Latina em seu engajamento na economia mundial.
O Instituto é associado à Fundação Armando Alvares Penteado (FAAP) e ocupa imóvel anexo à diretora daquela instituição de ensino..
O Instituto Fernand Braudel trabalha em quatro frentes principais, sempre observando suas diretrizes de pesquisa, debate e ação. São elas: Braudel Papers, Seminários, Colóquios das Instituições e o Programa Círculos de Leitura, projeto focado em estimular a leitura e reflexão dos clássicos da literatura mundial em 171 escolas públicas do país. 

## Membros
Reúne mais de 160 membros, entre brasileiros e estrangeiros. Entre figuras notórias, incluem-se os economistas Armínio Fraga, Eduardo Giannetti da Fonseca e Marcos Lisboa; os ex-Ministros da Fazenda Luiz Carlos Bresser-Pereira e Maílson da Nóbrega; os empresários Guilherme Peirão Leal e Jayme Garfinkel; figuras públicas como Eduardo Suplicy, o ex-governador Paulo Hartung, o embaixador Sérgio Amaral, o educador Mozart Ramos e o advogado Ary Oswaldo Mattos Filho. Dentre os membros internacionais figuram nomes como o ex-Presidente da Espanha Felipe González, o editor do Financial Times Martin Wolf, os pesquisadores Robert D. Putnam e Jeffrey Sachs e os ex-presidentes dos bancos centrais do Peru, Argentina e de Hong Kong, Richard Webb, Javier González Fraga e Andrew Sheng, respectivamente. O presidente honorário do Instituto é o embaixador Rubens Ricupero e seu diretor-executivo é o economista Henrique Dau.

## Projetos
O Instituto Fernand Braudel trabalha em quatro frentes principais, sempre observando suas diretrizes de pesquisa, debate e ação. São elas: Braudel Papers, Seminários, Colóquios e o Programa Círculos de Leitura.

### Braudel Papers
O Braudel Papers é uma publicação trimestral do Instituto editado em português, espanhol e inglês. Com o objetivo de produzir análises completas e em profundidade, a escolha dos temas privilegia aqueles pouco debatidos no país ou que demandam análises alternativas. Seu propósito é ser fonte de conteúdo para o debate social e para a formulação de políticas públicas que contribuam efetivamente para o desenvolvimento do Brasil. Entre 1993 e 2019, foram produzidos 52 Braudel Papers que podem ser acessados gratuitamente no site oficial da organização. 	

### Seminários
Os seminários são discussões entre especialistas, realizadas na sede do Instituto, cujo objetivo é abordar temas pouco debatidos no país de forma a produzir um chamado para ação entre a sociedade brasileira e seus representantes. Desde 1988, foram realizados 288 seminários sobre temas de economia, política, sociedade, desenvolvimento e educação. Até 2019, mais de 47 ministros e ex-ministros do Brasil e de países da América Latina passaram pelo Instituto Braudel como palestrantes convidados. Pasquall Magual, governante da Catalunha, Lie Tieying, ministro da abertura econômica chinesa e Francis Fukuyama, cientista político da Universidade de Stanford, são exemplos de personalidades que já foram seminaristas no Instituto Fernand Braudel.

### Colóquio das Instituições
Os colóquios consistem na leitura de clássicos da história, ciência política e sociologia mundiais com jovens adultos. Já foram lidos livros como “As Origens da Ordem Política”, de Francis Fukuyama; a obra de Daron Acemoglu e James Robinson, “Por Que as Nações Fracassam”; e “Cidadania no Brasil”, do historiador José Murilo de Carvalho. As leituras ocorrem aos sábados e são conduzidas pelo próprio Norman Gall, diretor-executivo do Instituto. 

### Projeto Círculos de Leitura
O projeto Círculos de Leitura consiste em levar aos estudantes da rede pública de ensino leituras dos clássicos da literatura mundial – de Homero a Platão, passando por Shakespeare, Dostoievski e Mark Twain, além de Guimarães Rosa, Graciliano Ramos e Machado de Assis. Além disso, fazem parte do repertório uma lista extensa de contos de autores nacionais e internacionais, como Clarice Lispector, Gabriel García Márquez, José Saramago, Marina Colasanti, Máximo Gorki e Rachel de Queiroz. De acordo com o projeto: 
| “ | “Nosso repertório atende a essa necessidade dos jovens de entrar em contato com as obras universais que representam o conhecimento humano acumulado ao longo do tempo; são obras que traduzem os valores mais elevados do espírito humano. Apresentamos homens e mulheres extraordinários como modelos, pois conhecendo os heróis e convivendo com eles, podemos nos tornar também extraordinários. ” | ” |

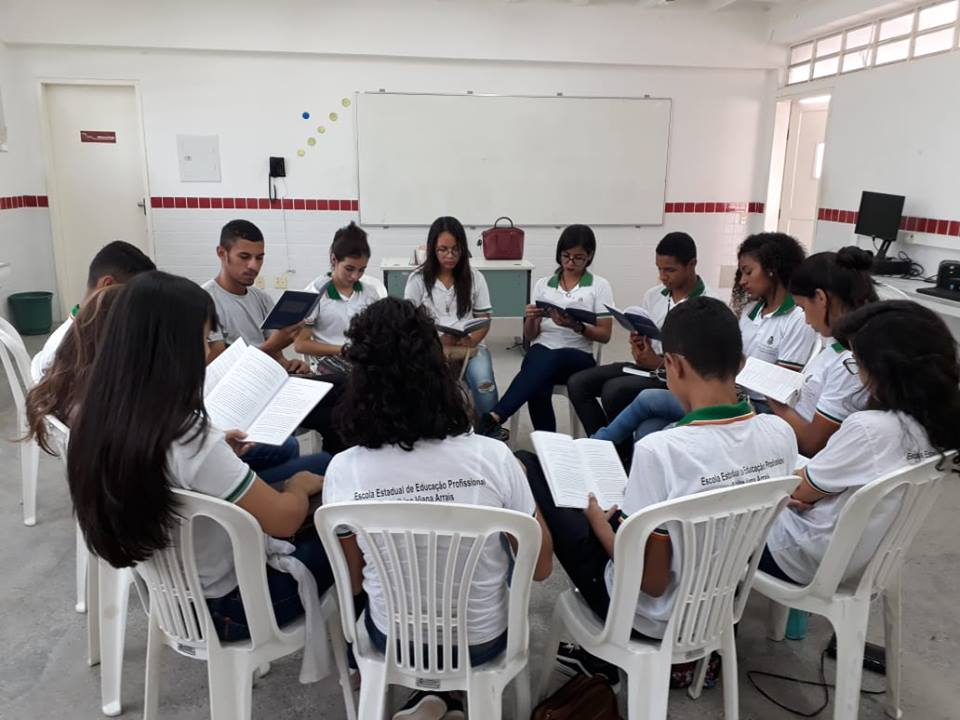
Alunos protagonizam o Círculo de Leitura na Escola Estadual Balbina, no Ceará.

	À escolha das obras associa-se a metodologia do projeto, desenvolvida pela psicanalista Catalina Pagés. Sentados em círculos, os participantes leem em voz alta e refletem sobre as ideias contidas no texto. Nas palavras de Catalina, coordenadora-geral do projeto, o princípio da metodologia é simples: “lemos para recuperar aquele saber que nos deixa sonhar”. 
	Atualmente, os Círculos de Leitura acontecem em 14 escolas da região metropolitana de São Paulo e em 157 no estado do Ceará, onde uma parceria institucional com a Secretaria de Educação permitiu a expansão do projeto ao longo dos anos. Ao todo, as leituras impactam 18.000 estudantes ao ano em 171 escolas públicas do país.
Em 2017, o programa Círculos de Leitura foi ganhador do Prêmio IPL – Retratos da Leitura, conferido pelo Instituto Pró-Livro. 
Em 2018, o programa Círculos de Leitura foi vencedor do Prêmio Educar para Transformar, do Instituto MRV. 

## Publicações
Além dos Papers produzidos periodicamente, o Instituto Fernand Braudel também contribuiu para o debate público com a publicação dos seguintes livros:
- A História da Escola em São Paulo e no Brasil, de Maria Luiza Marcílio. Instituto Fernand Braudel. Editora da Imprensa Oficial. São Paulo, 2005.
- Lula e Mefistófeles e outros ensaios políticos. Norman Gall. Instituto Fernand Braudel. Editora A Girafa. São Paulo, 2005.
- Gasto Público Eficiente – Propostas para o Desenvolvimento do Brasil. Organização por Marcos Mendes. Instituto Fernand Braudel. Editora TopBooks. São Paulo, 2006.
- Insegurança Pública – Reflexões sobre a criminalidade e a violência urbana. Organizado por Nilson Vieira Oliveira. Instituto Fernand Braudel. Editora Nova Alexandria. São Paulo, 2002.
- Qualidade na Educação: A luta por melhores escolas em São Paulo e em Nova York, por Norman Gall e Patrícia Mota Guedes. Editora Moderna. São Paulo, 2007.
- A Reforma Educacional de Nova York: Possibilidades para o Brasil. Norman Gall e Patricia Mota Guedes. Itaú Social/Fernand Braudel Institute of World Economics. São Paulo, 2009.
- O Terremoto Financeiro: A primeira crise global do Século XXI. Preface by Armínio Fraga. Rio de Janeiro: Elsevier/Campus, 2009.
- Energia Elétrica e Inflação Crônica no Brasil: A Descapitalização das Empresas Estatais. With Diomedes Christodoulou and Roberto Hukai. São Paulo: Fernand Braudel Institute of World Economics (1990).

## Diretores-Executivos
-Norman Gall - 1987-2021;
- Roberto Mesquita - 2021-2023;
- Henrique Dau - 2023-atual.